# 松本運輸区

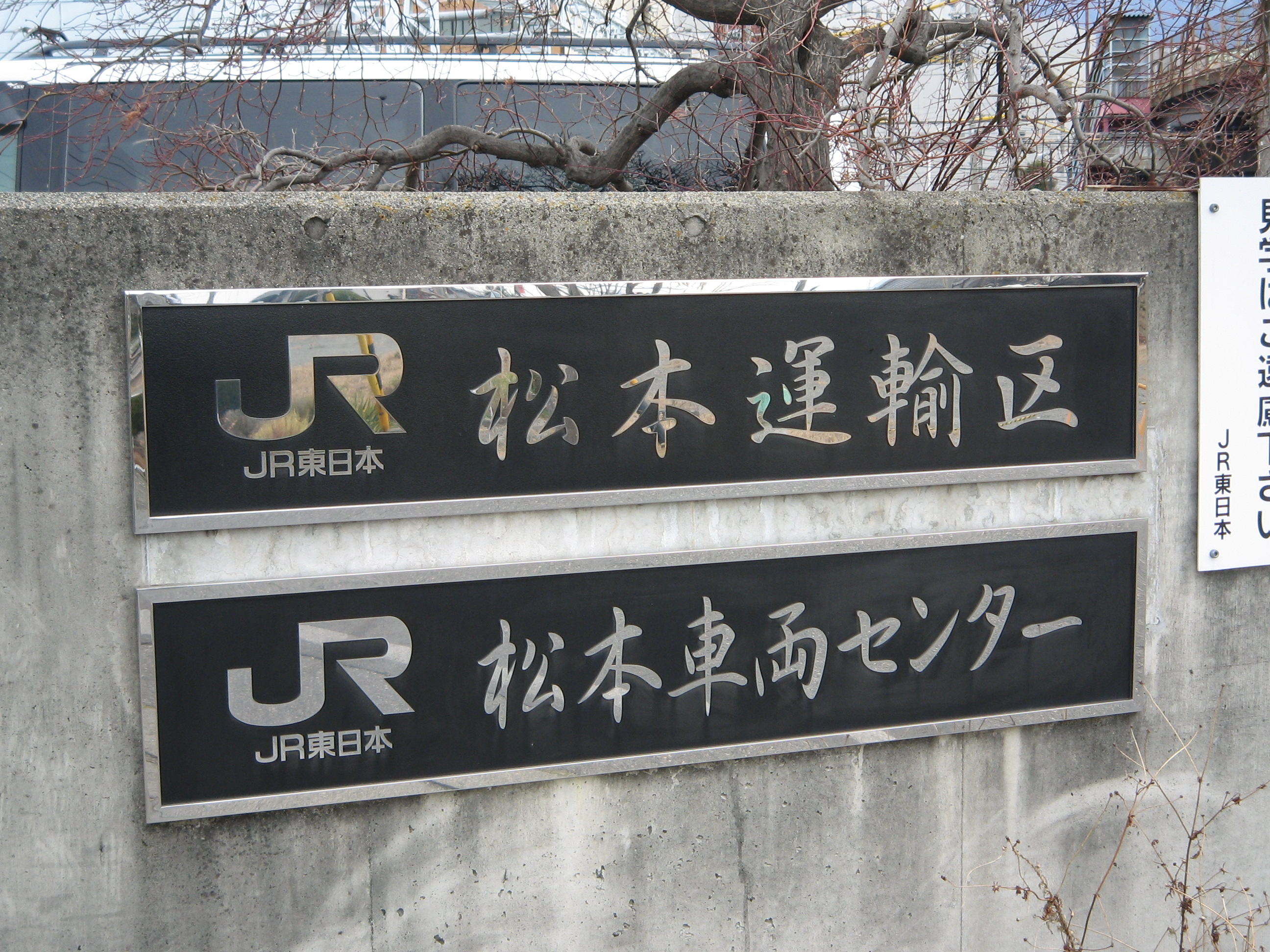
運輸区の表札

松本運輸区（まつもとうんゆく）は、長野県松本市にかつて存在した東日本旅客鉄道（JR東日本）長野支社の運転士・車掌が所属する組織である。松本駅に隣接している。また、以前は長野県諏訪市の上諏訪駅構内に運転士のみ配置の上諏訪支区をおいていた。2024年3月15日限りで廃止し、現在は松本統括センター乗務ユニット。

## 歴史
- 1902年（明治35年）6月15日 - 国鉄篠ノ井線松本 - 西条間の延伸開業とともに松本機関庫を開設。[1]
- 1936年（昭和11年）9月1日 - 松本機関区に改称。
- 1965年（昭和40年）4月1日 - 松本運転所に組織変更。
- 2002年（平成14年）3月23日 - 松本運転所のうち車両部門を分離、松本車掌区と統合し松本運輸区となる[2]。同時に松本運転所上諏訪支所が松本運輸区上諏訪支区となる。車両部門は松本電車区となる[2]。
- 2013年（平成25年）3月16日 - 松本運輸区上諏訪支区が廃止される。
- 2024年（令和6年）3月16日 - 松本営業統括センターと統合し、松本統括センター発足。当区は廃止。